# Pseudamatonga elongata
Pseudamatonga elongata är en insektsart som beskrevs av Marius Descamps 1973. Pseudamatonga elongata ingår i släktet Pseudamatonga och familjen Euschmidtiidae. Inga underarter finns listade i Catalogue of Life.